# Apostolisches Vikariat Brunei
Das Apostolische Vikariat Brunei (lat.: Apostolicus Vicariatus Bruneiensis) ist ein in Brunei gelegenes römisch-katholisches Apostolisches Vikariat mit Sitz in Bandar Seri Begawan.

## Geschichte
Die Apostolische Präfektur Brunei wurde mit der Bulle Constat in finibus am 21. November 1997 aus Gebietsabtretungen des Bistums Miri errichtet. Papst Johannes Paul II. erhob am 20. Oktober 2004 mit der Bulle Ad aptius consulendum die Apostolische Präfektur zum Apostolischen Vikariat. Erster Amtsinhaber war Cornelius Sim, der bereits seit 1997 als Apostolischer Präfekt amtierte und bis zu seinem Tod im Mai 2021 Apostolischer Vikar blieb.

## Pfarreien
In Brunei gibt es drei Pfarreien:
- Church of Our Lady of the Assumption in Bandar Seri Begawan unter der Leitung von Arin Sugit (* 1972)
- Church of Our Lady of Immaculate Conception in Seria unter der Leitung von Robert Leong (* 1960)
- St. John’s Church in Kuala Belait unter der Leitung von Paul Shie (* 1959)